# هنريك كرول
هنريك كرول هو طبيب بيطري وسياسي بولندي، ولد في 20 يناير 1949 في Gogolin ‏ في بولندا. نشط حزبياً في German Minority Electoral Committee ‏. وقد انتخب نائب عن الجمعية البرلمانية لمجلس أوروبا ‏ لترشحه ضمن قائمة بولندا، (21 يناير 2002 – 24 يناير 2005) وانتخب عضو سيم ‏.